# Zatoka Tajmyrska
Zatoka Tajmyrska (ros. Таймырский залив, Tajmyrskij zaliw) – zatoka Morza Karskiego, położona u ujścia rzeki Tajmyry. Jej długość wynosi ok. 40 km, szerokość ok. 80 km, a głębokość do 16 m. Jest pokryta lodem przez znaczną część roku. Na terenie zatoki położone są wyspy Tajmyr i Wyspa Kołczaka. Zatoka wchodzi w skład Wielkiego Rezerwatu Arktycznego.